# Maxillaria mejiae
Maxillaria mejiae är en orkidéart som beskrevs av Germán Carnevali och Gustavo Adolfo Romero. Maxillaria mejiae ingår i släktet Maxillaria och familjen orkidéer. Inga underarter finns listade i Catalogue of Life.